# جيانغ وي
جيانغ وي هو مصارع هاوي صيني، ولد في 24 مايو 1971.

## وصلات خارجية
- جيانغ وي على موقع قاعدة بيانات المصارعة الدولية (الإنجليزية)
- جيانغ وي على موقع أوليمبيديا (الإنجليزية)